# (28121) 1998 SY72
A (28121) 1998 SY72 a Naprendszer kisbolygóövében található aszteroida. Eric Walter Elst fedezte fel 1998. szeptember 21-én.